# 3962 Valyaev
3962 Valyaev este un asteroid din centura principală, descoperit pe 8 februarie 1967 de Tamara Smirnova.